# Ciclismo en los Juegos Olímpicos de París 2024 – Velocidad por equipos masculino
La prueba de ciclismo en pista de velocidad por equipos masculino en los Juegos Olímpicos de París se llevó a cabo en París, Francia desde el 5 al 6 de agosto de 2024 en el Velódromo de Saint-Quentin-en-Yvelines de la ciudad de París.

## Formato de competición
Esta disciplina consta de dos fases: una primera fase de clasificación y una segunda fase de finales. La prueba de velocidad por equipos en el ciclismo de pista es una carrera de velocidad que enfrenta a dos cuartetos de ciclistas. La carrera consta de tres vueltas al velódromo, con dos equipos enfrentándose en la pista simultáneamente, cada uno en una pista, a un ritmo muy acelerado y así se consigue un ganador por mejor tiempo.

## Horario
Todos los horarios están en UTC tiempo de Francia (+1 GMT)
| Fecha                      | Tiempo | Evento        |
| -------------------------- | ------ | ------------- |
| Lunes 5 de agosto de 2024  | 12:09  | Clasificación |
| Martes 6 de agosto de 2024 | 11:59  | Primera ronda |
| Martes 6 de agosto de 2024 | 12:55  | Finales       |

## Resultados

### Clasificación
- Las clasificaciones finalizaron de la siguiente forma:[4]

| Clasificación | Clasificación | Clasificación                                      | Clasificación | Clasificación     |
| Posición      | País          | Ciclistas                                          | Tiempo        | Vel. media (km/h) |
| ------------- | ------------- | -------------------------------------------------- | ------------- | ----------------- |
| 1.º           | Países Bajos  | Roy van den Berg Harrie Lavreysen Jeffrey Hoogland | 41.279"       | 65.409 OR Q       |
| 2.º           | Reino Unido   | Ed Lowe Hamish Turnbull Jack Carlin                | 41.862"       | 64.498 Q          |
| 3.º           | Australia     | Leigh Hoffman Matthew Richardson Matthew Glaetzer  | 42.072"       | 64.176 Q          |
| 4.º           | Japón         | Yoshitaku Nagasako Kaiya Ota Yuta Obara            | 42.174"       | 64.020 Q          |
| 5.º           | Francia       | Florian Grengbo Sébastien Vigier Rayan Helal       | 42.267"       | 63.880 Q          |
| 6.º           | China         | Guo Shuai Zhou Yu Liu Qi                           | 42.606"       | 63.371 Q          |
| 7.º           | Alemania      | Luca Spiegel Stefan Bötticher Maximilian Dörnbach  | 43.009"       | 62.778 Q          |
| 8.º           | Canadá        | Tyler Rorke Nick Wammes James Hedgcock             | 43.905"       | 61.496 Q          |

Regla de clasificación: Los equipos clasificados del 1.º al 8.º se clasificaron a primera ronda.

OR: Record olímpico.

### Primera ronda
- Las clasificaciones de primera ronda finalizaron de la siguiente forma:[5]

| Clasificación | Clasificación | Clasificación | Clasificación                                      | Clasificación | Clasificación     |
| Serie         | Posición      | País          | Ciclistas                                          | Tiempo        | Vel. media (km/h) |
| ------------- | ------------- | ------------- | -------------------------------------------------- | ------------- | ----------------- |
| 1             | 1             | Francia       | Florian Grengbo Rayan Helal Sébastien Vigier       | 42.376"       | 63.715 QB         |
| 1             | 2             | Japón         | Kaiya Ota Yuta Obara Yoshitaku Nagasako            | 42.569"       | 63.426            |
| 2             | 1             | Australia     | Matthew Glaetzer Matthew Richardson Leigh Hoffman  | 42.336"       | 63.776 QB         |
| 2             | 2             | China         | Guo Shuai Zhou Yu Liu Qi                           | 42.635"       | 63.328            |
| 3             | 1             | Reino Unido   | Jack Carlin Hamish Turnbull Ed Lowe                | 41.819"       | 64.564 QG         |
| 3             | 2             | Alemania      | Maximilian Dörnbach Luca Spiegel Nik Schröter      | 42.348"       | 63.757            |
| 4             | 1             | Países Bajos  | Roy van den Berg Harrie Lavreysen Jeffrey Hoogland | 41.191"       | 65.548 WR QG      |
| 4             | 2             | Canadá        | Nick Wammes Tyler Rorke James Hedgcock             | 43.666"       | 61.833            |

QG: Calificado para el oro.

QB: Calificado para el bronce.

WR: Record mundial.

### Finales
- Los resultados finalizaron de la siguiente forma:[6]

| Posición | País         | Ciclistas                                                      | Tiempo  | Vel. media (km/h) |
| -------- | ------------ | -------------------------------------------------------------- | ------- | ----------------- |
|          | Países Bajos | Roy van den Berg Harrie Lavreysen Jeffrey Hoogland             | 40.949" | 65.936 WR         |
|          | Reino Unido  | Jack Carlin Ed Lowe Hamish Turnbull                            | 41.814" | 64.572            |
|          | Australia    | Matthew Glaetzer Leigh Hoffman Matthew Richardson              | 41.597" | 64.909            |
| 4.º      | Francia      | Florian Grengbo Rayan Helal Sébastien Vigier                   | 41.993" | 64.296            |
| 5.º      | Japón        | Yoshitaku Nagasako Yuta Obara Kaiya Ota                        | 42.078" | 64.167            |
| 6.º      | Alemania     | Maximilian Dörnbach Nik Schröter Luca Spiegel Stefan Bötticher | 42.280" | 63.860            |
| 7.º      | China        | Guo Shuai Liu Qi Zhou Yu                                       | 42.532" | 63.482            |
| 8.º      | Canadá       | James Hedgcock Tyler Rorke Nick Wammes                         | 43.944" | 61.442            |